# Hajowe (obwód połtawski)
Hajowe (ukr. Гайове) – wieś na Ukrainie, w obwodzie połtawskim, w rejonie krzemieńczuckim, w hromadzie Nowa Hałeszczyna. W 2001 liczyła 147 mieszkańców.